# Claudia Gasperini
Claudia Gasperini (Roma, 6 marzo 1974) è un'ex cestista italiana.
Centro di 188 cm cresciuta nell'Alfaomega Basket, ha giocato in Serie A1 con Messina. Ha giocato l'All-Star Game di Serie A2 nel 2002.